# Nandvarta

Un nandvarta, un des huit ashtamangalas.

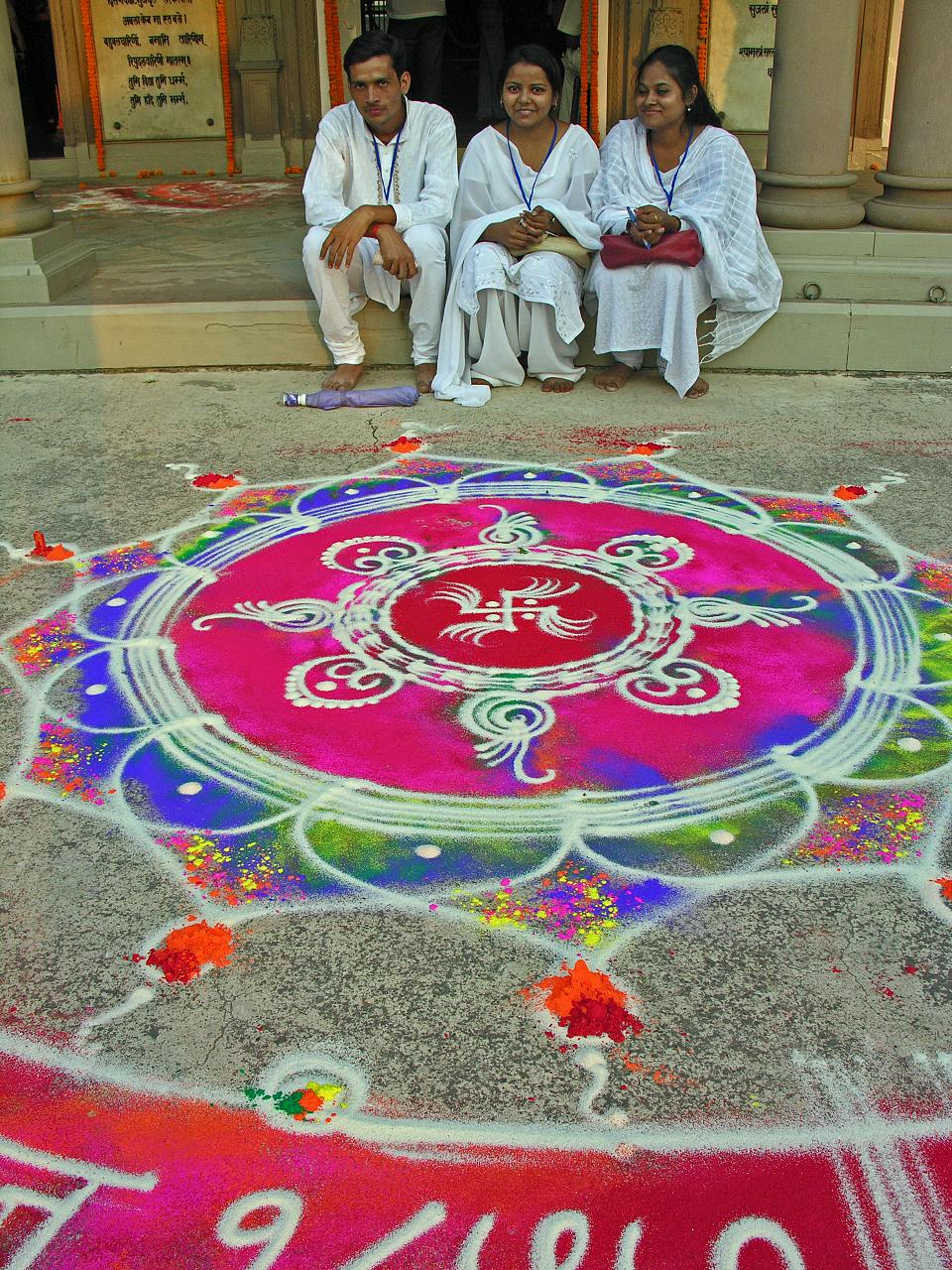
Un exemple de svastika décorée proche du nandvarta dans un temple à Vârânasî, en Inde.

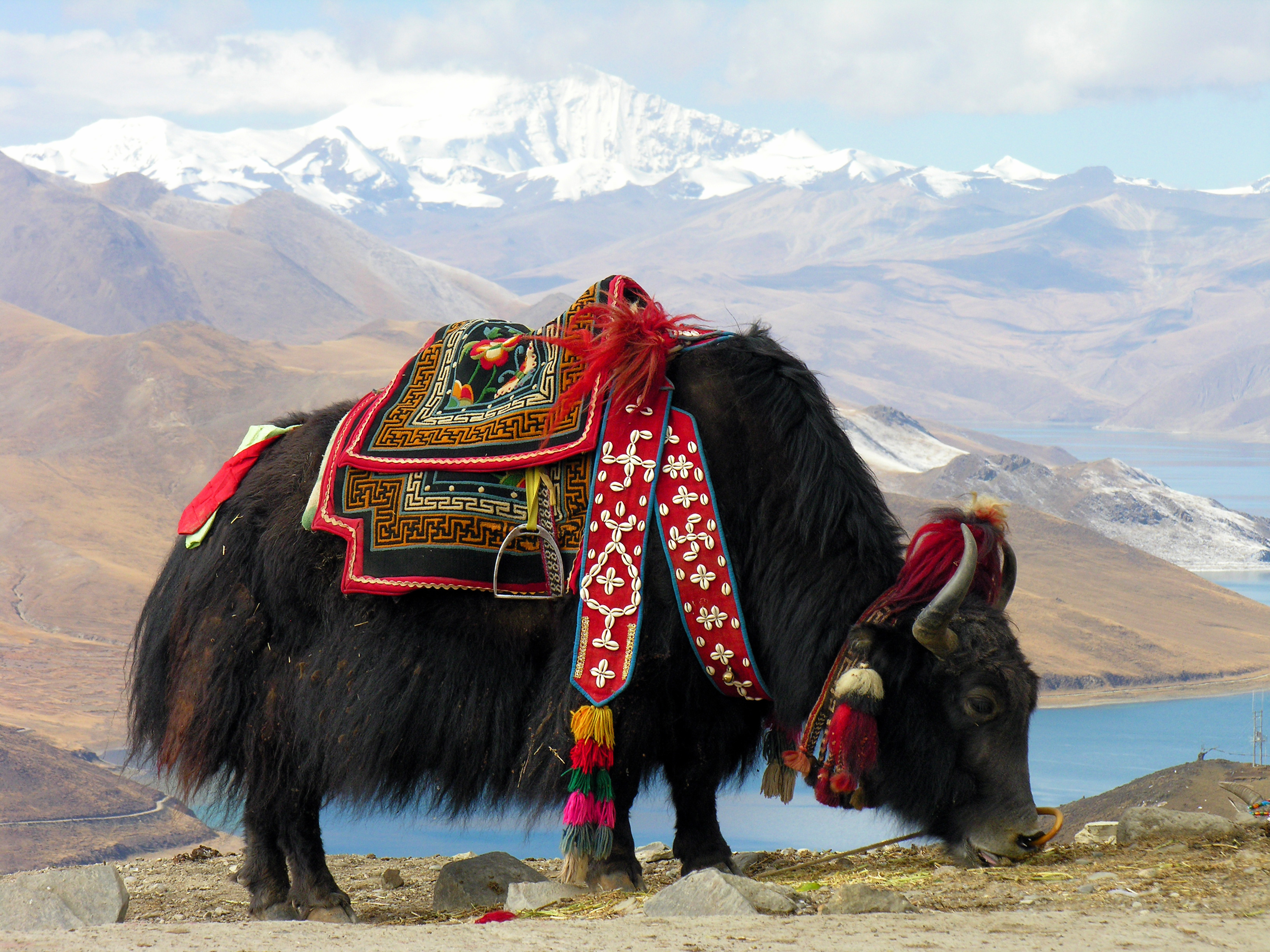
Un autre exemple de svastika ressemblant au nandvarta, en jaune sur la selle du yak.

Nandvarta, nandivarta ou nandyavarta est un symbole auspicieux du jaïnisme d'après la tradition shvetambara. Visuellement, le nandvarta est un diagramme d'un swatiska en plus élaboré et complexe. Ce symbole est censé apporter la prospérité.
Lors des célébrations jaïnes, dans les temples, il peut être réalisé en grains de riz. Selon la cosmographie jaïne il y  a un espace dans le monde du milieu, celui des humains, où une contrée dénommée Nandisvaradvipa ou Nandisvar Dvipa existe. Cinquante-deux temples éternels et sacrés y résident. Le Nandvarta est le symbole afin de vénérer ces temples intemporels.